# Nathaniel Bowditch
Nathaniel Bowditch (/ˈbaʊdɪtʃ/; 26 de marzo de 1773 - 16 de marzo de 1838) fue un matemático norteamericano recordado por su trabajo sobre navegación de altura o de ultramar. Es a menudo considerado como el fundador de la navegación marítima moderna; su libro "The New American Practical Navigator", cuya primera edición es de 1802, es aún consultado a bordo de cada buque con pabellón de los EE. UU.

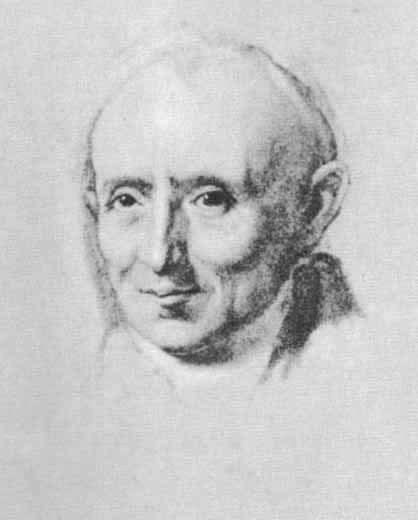
Nathaniel Bowditch (1773-1838), último e inacabado retrato por Gilbert Stuart

## Vida y trabajo
Nathaniel Bowditch, el cuarto de siete hermanos, nació en Salem, Massachusetts, hijo de William Bowditch, un tonelero, y de Mary (Ingersoll) Bowditch. A la edad de diez años debió dejar la escuela para colaborar en la tonelería de su padre, antes de ser contratado a los doce como aprendiz contable de un proveedor marítimo, con quien permaneció nueve años.
En 1786, a la edad de catorce, Bowditch empezó a estudiar álgebra y dos años más tarde se convirtió en autodidacta del cálculo. También estudió por sí mismo latín en 1790 y francés en 1792, de manera que fue capaz de leer los trabajos matemáticos de Isaac Newton  como los Philosophiæ naturalis principia mathematica. Encontró miles de errores en el libro de John Hamilton Moore "The New Practical Navigator; y a los dieciocho años, copió todos los desarrollos matemáticos de "Philosophical Transactions of the Royal Society of London". Entre sus muchas contribuciones científicas significativas se destaca una traducción de la "Mécanique céleste" de Pierre-Simon Laplace, un extenso trabajo sobre matemáticas y astronomía teórica. Esta traducción fue crítica para el desarrollo de la astronomía en los Estados Unidos.
Una serendipia ayudó a Bowditch con sus estudios autoguiados. La casualidad permitió que pudiera utilizar la biblioteca del eminente químico irlandés Richard Kirwan, al darse la coincidencia de que un corsario de Salem conocido como "El Peregrino", a quien el joven Nathaniel conocía, interceptó el barco que transportaba esta biblioteca desde Irlanda a Inglaterra, y la llevó de regreso a Salem en junio de 1791.
En 1795, Bowditch se hizo a la mar en el primero de cuatro viajes como asistente del comandante. El quinto viaje lo realizó ya como capitán y socio armador del barco. Después de este viaje, regresó a Salem en 1803 para reasumir sus estudios matemáticos e ingresar en el negocio de los seguros. Una de sus casas familiares en Salem todavía existe, y recientemente ha sido restaurada. Esta casa ha sido designada un Hito Histórico Nacional.
En 1798 Bowditch se casó con Elizabeth Boardman, quien murió siete meses más tarde. En 1800 desposó a su segunda mujer y prima, Mary (Polly) Ingersoll Bowditch (1781–1834). Tuvieron 2 hijas y 6 hijos, incluyendo a Henry Ingersoll Bowditch. Henry Pickering Bowditch fue uno de sus nietos.
En 1802, se publicó por primera vez su libro "The American Practical Navigator". El mismo año, la Universidad de Harvard premió a Bowditch con el grado honorario de Maestro de las Artes.
En 1804, se convirtió en el primer actuario de seguros de EE. UU. como presidente de la "Essex Fire and Marine Insurance Company" en Salem. Bajo su dirección, la compañía prosperó a pesar de condiciones políticas difíciles y a la Guerra anglo-estadounidense de 1812.
El trabajo matemático y astronómico de aquel tiempo le valió una posición preponderante, incluida la elección a la Academia Americana de Artes y Ciencias en 1799 y a la Sociedad Filosófica Americana en 1809. Se le ofreció la cátedra de matemáticas y física en Harvard en 1806, pero la rechazó. En 1804, se publicó un artículo sobre sus observaciones de la Luna, y en 1806 se publicaron cartas náuticas de varios puertos, incluyendo Salem. Siguieron más publicaciones científicas, incluyendo un estudio de una explosión de meteoritos (1807), tres documentos sobre las órbitas de los cometas (1815, 1818, 1820) y un estudio de las curvas de Lissajous, las figuras creadas por el movimiento de un péndulo suspendido de dos puntos (1815).
Al igual que Harvard, la Academia Militar de los Estados Unidos y la Universidad de Virginia le ofrecieron la cátedra de matemáticas. Bowditch rechazó otra vez estas ofertas, quizás (en el caso de la Universidad de Virginia) porque los 2000 dólares de salario que le ofrecieron eran unos dos tercios del salario recibido como presidente de la compañía de seguros.
La traducción de los primeros cuatro volúmenes del "Traité de mécanique céleste" de Laplace estuvo completada para 1818. Sin embargo, la publicación del trabajo se retrasó durante muchos años más, probablemente debido a los costos. A pesar de todo, continuó trabajando en ello con la asistencia de Benjamin Peirce, añadiendo comentarios que duplicaron su extensión.
Hacia 1819, la reputación internacional de Bowditch había crecido hasta el punto de que fue elegido como miembro de la Real Sociedad de Londres, de la Real Sociedad de Edimburgo y de la Real Academia de Irlanda.
En 1823 dejó la compañía de seguros "Essex Fire and Marine" para convertirse en actuario de la compañía de seguros de vida del Hospital de Massachusetts en Boston. Allí serviría como "director financiero", gestionando inversiones para personas acaudaladas que hicieron sus fortunas en el negocio marítimo, o dirigiendo su riqueza hacia las manufacturas. Como resultado de sus actividades, prosperaron ciudades como Lowell.
La mudanza de Bowditch de Salem a Boston implicó el traslado de más de 2500 libros, 100 mapas, gráficos y 29 volúmenes de sus propios manuscritos.

## "The New American Practical Navigator"

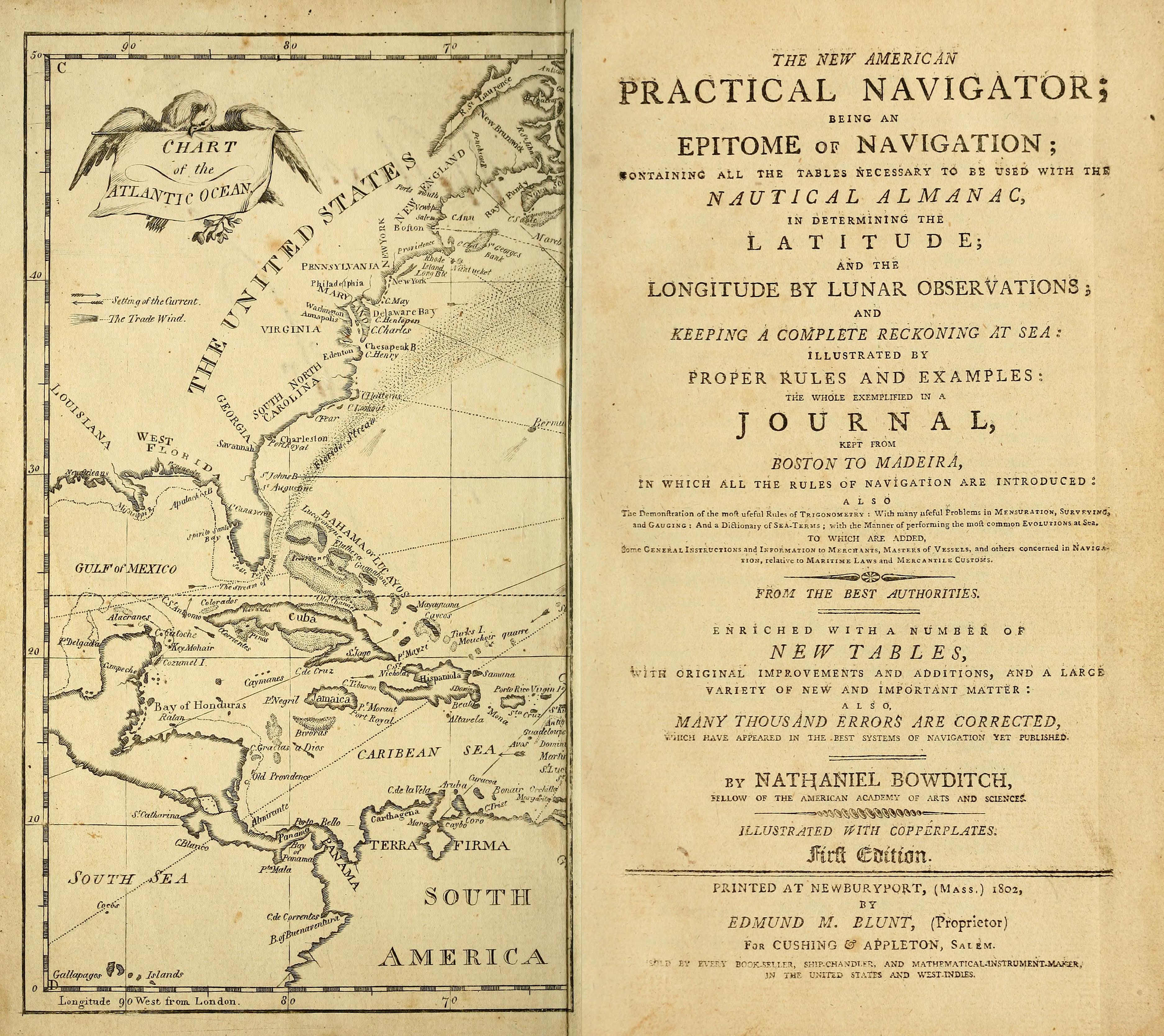
Portada de la primera edición de 1802 del "American Practical Navigator".

Durante su época de marino, Bowditch se interesó en las matemáticas implicadas en la astronomía náutica y su rol en la navegación de altura. Trabajó inicialmente con la publicación de John Hamilton Moore "producida en Londres", que como era sabido, contenía múltiples errores. Para obtener tablas exactas con las que poder trabajar, Bowditch recalculó todas las tablas de Moore, y reagrupó y expandió el trabajo. Se puso en contacto con el editor estadounidense de la obra, Edmund Blunt, quien le pidió corregir y revisar la tercera edición en su quinto viaje. La tarea era tan extensa que Bowditch decidió escribir su propio libro y  "no volcar en él nada que no pudiera enseñar a la tripulación". Se dice que en aquel viaje, cada uno de los 12 tripulantes, incluyendo el cocinero del barco, fueron capaces de realizar y calcular observaciones lunares competentemente para determinar y trazar la posición correcta del barco.
En 1802 Blunt publicó la primera edición del "Bowditch's American Practical Navigator", que se convertiría en el estándar de la navegación de ultramar en el hemisferio occidental por los próximos 180 años. El texto incluía varias soluciones al nuevo problema del triángulo esférico, así como una extensa variedad de fórmulas y tablas para la navegación. En 1866, la "United States Hydrographic Office" adquirió los derechos de publicación y copia y desde entonces el libro ha sido editado continuamente, con revisiones regulares para mantenerlo actualizado. La influencia de este texto (Bowditch's American Practical Navigator) fue tan profunda que hasta hoy en día los marinos se refieren a él sencillamente como el "Bowditch".

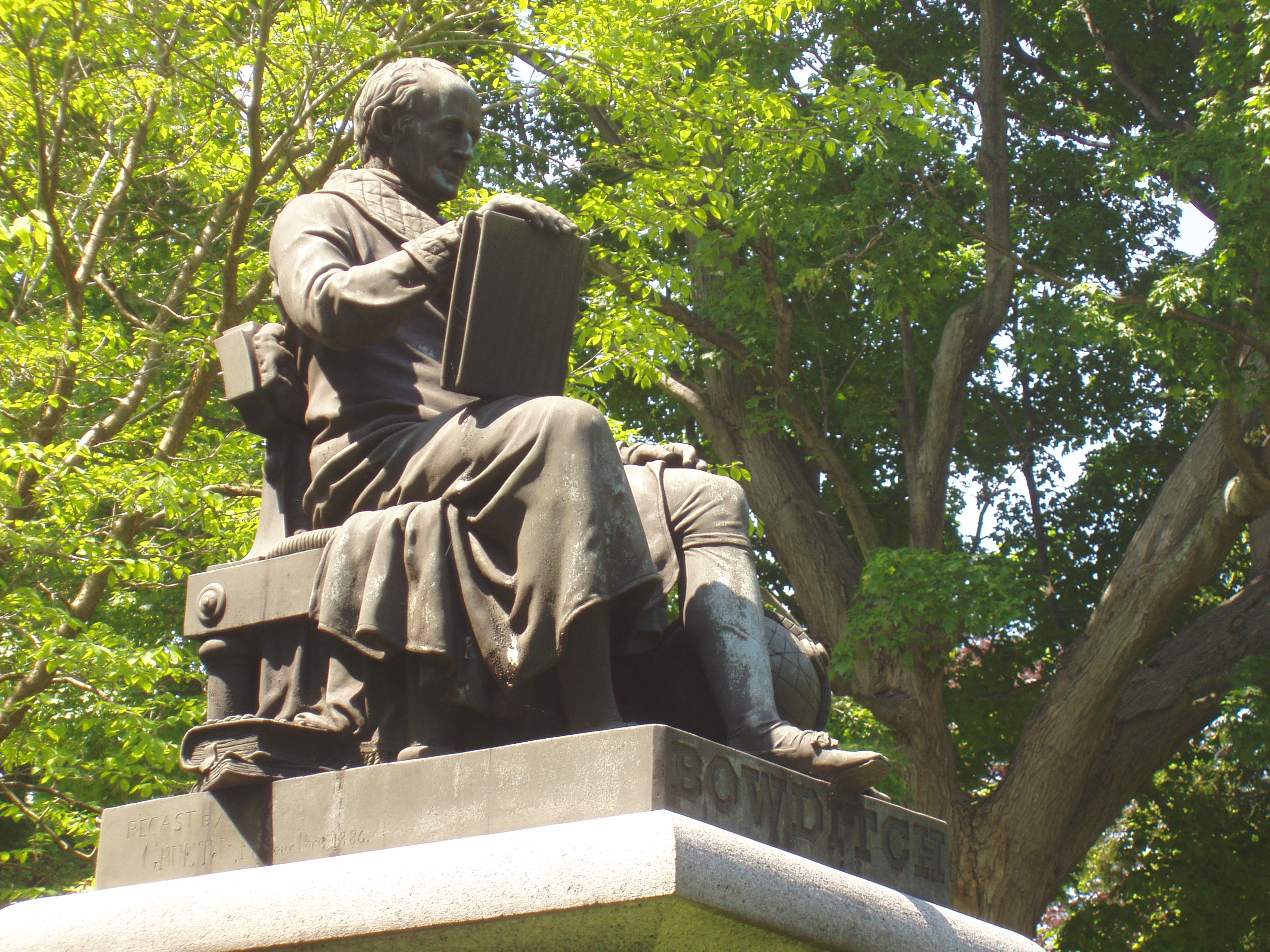
Estatua conmemorativa de Nathaniel Bowditch por Robert Ball Hughes, en el cementerio Mount Auburn, de Cambridge, Massachusetts

Bowditch murió en Boston en 1838 de cáncer de estómago. Está enterrado en el cementerio Mount Auburn, donde se erigió un monumento en su honor gracias a colectas públicas.

## Reconocimientos
- Cuenta con una estatua conmemorativa, la primera fundida en bronce de tamaño natural en los Estados Unidos, creación del escultor Robert Ball Hughes.
- En la década entre 1840 y 1850, Bowditch hijo, el Dr. H.I. Bowditch, dirigió la biblioteca homónima en el "Otis Place" en el distrito financiero de Boston.[4] Fue de acceso libre para los residentes de Boston y sus alrededores. Sus volúmenes pertenecieron a Nathaniel Bowditch, y fue casi exclusivamente de carácter científico."[5] En 1858 la familia donó la colección a la Biblioteca Pública de Boston.[6]

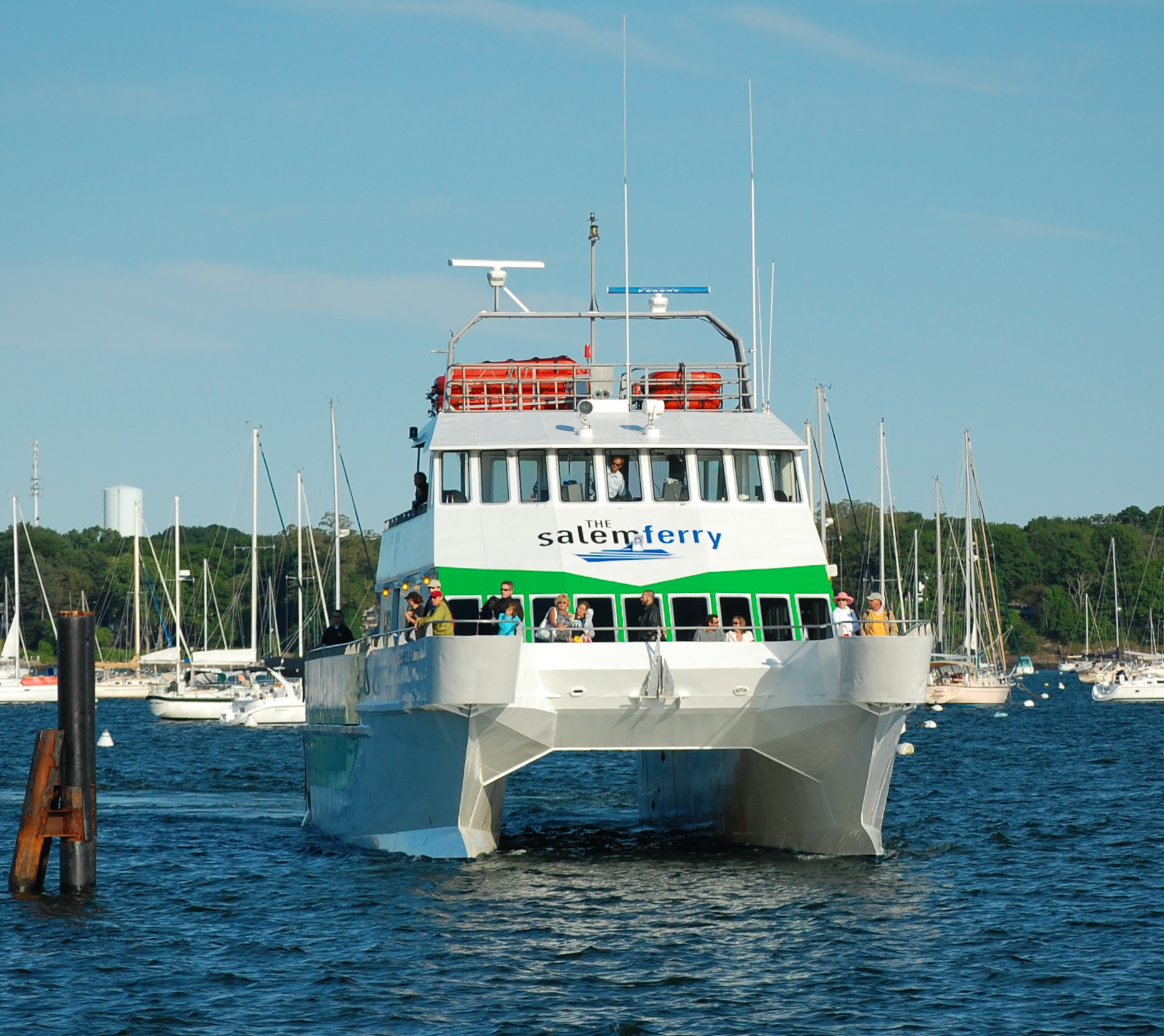
Catamarán perteneciente al Transbordador de Alta Velocidad de Salem, nombrado en honor de Nathaniel Bowditch. Fotografiado cuando está acercándose al muelle de la calle Blaney en Salem (Massachusetts), donde Nathaniel Bowditch nació

- El buque oceanográfico USNS Bowditch y el catamarán de pasajeros Nathaniel Bowditch, del servicio de trasbordadores de alta velocidad entre Salerm y Boston fueron bautizados en su honor.[7]
- Además, la goleta diseñada por William Hand y construida en 1922, que es actualmente parte de la flota Maine Windjammer de Rockland, Maine, fue también nombrada en homenaje a Nathaniel Bowditch.[8]
- El cráter lunar Bowditch también lleva este nombre en su memoria.[9]